# Großsteingrab Ostenfeld (Husum)
Das Großsteingrab Ostenfeld (Husum) (auch Gussienberg oder Janhau genannt) ist eine nur in Resten erhaltene megalithische Grabanlage der jungsteinzeitlichen Nordgruppe der Trichterbecherkultur bei Ostenfeld (Husum) im Kreis Nordfriesland in Schleswig-Holstein. Es trägt die Fundplatznummer Ostenfeld (Husum) LA 4.

## Lage
Das Grab befindet sich nördlich von Ostenfeld im nordöstlichen Zwickel der Kreuzung der Ohrstedter Straße mit einem Feldweg.

## Forschungsgeschichte
Als die Hügelschüttung des Grabes Ende des 19. Jahrhunderts abgetragen wurde, entdeckte Magnus Voß 1891 darin eine Grabkammer. Er führte eine Untersuchung durch und barg einige Funde. Die Ergebnisse seiner Untersuchung publizierte er 1905 in seiner Chronik der Kirchengemeinde Ostenfeld. Die Funde gelangten ins heutige Museum für Vor- und Frühgeschichte in Berlin.

## Beschreibung

### Architektur
Von der Anlage ist nur noch ein Rest der Hügelschüttung erhalten, die an allen Seiten angeschnitten ist. Die ursprüngliche Form und Größe des Hügels lässt sich daher nicht mehr rekonstruieren. Voß fand in dem Hügel eine wohl nord-südlich orientierte Grabkammer, die aus zwei Wandsteinpaaren an den Langseiten, je einem Abschlussstein an den Schmalseiten und zwei Decksteinen bestand. Sie ist gemäß diesen Angaben als erweiterter Dolmen anzusprechen. Zu den Maßen der Kammer liegen keine Angaben vor. Der Kammerboden wies ein Pflaster aus gebranntem Feuerstein und Holzkohle auf.

### Funde
In der Kammer fand Voß Keramikscherben, die sich zu einer reichverzierten Schale rekonstruieren ließen. Auf der Oberseite des nördlichen Decksteins fand er einen abgebrochenen Feuersteindolch.